# John Ryan (rugby à XV, 1939)
Pour les articles homonymes, voir John Ryan et Ryan.
John Ryan, né le 20 septembre 1939 à Newport (pays de Galles) et mort le 18 novembre 2022, est un entraîneur gallois de rugby à XV. Après avoir connu le succès en tant qu'entraîneur au Newport Rugby Football Club et au Cardiff Rugby Football Club, il a été entraîneur principal de l'équipe nationale de rugby du Pays de Galles de 1988 à 1990. À l'époque, il est le premier entraîneur gallois à ne pas avoir joué dans l'équipe nationale. 